# 圣科隆布德布瓦
圣科隆布德布瓦（法語：Sainte-Colombe-des-Bois，法語發音：[sɛ̃t kɔlɔ̃b de bwa]）是法国涅夫勒省的一个市镇，属于卢瓦尔河畔科讷库尔区。

## 地理
圣科隆布德布瓦（47°19'19"N, 3°8'29"E）面积29.59 平方千米，位于法国勃艮第-弗朗什-孔泰大區涅夫勒省，该省份为法国中部省份，北至约讷省，西北接卢瓦雷省，西接谢尔省，南至阿列省，东南接索恩-卢瓦尔省，东临科多尔省。
与圣科隆布德布瓦接壤的市镇（或旧市镇、城区）包括：栋济、塞西莱布瓦、巴尔日谷新堡、叙伊拉图尔、维耶尔马奈。
圣科隆布德布瓦的时区为UTC+01:00、UTC+02:00（夏令时）。

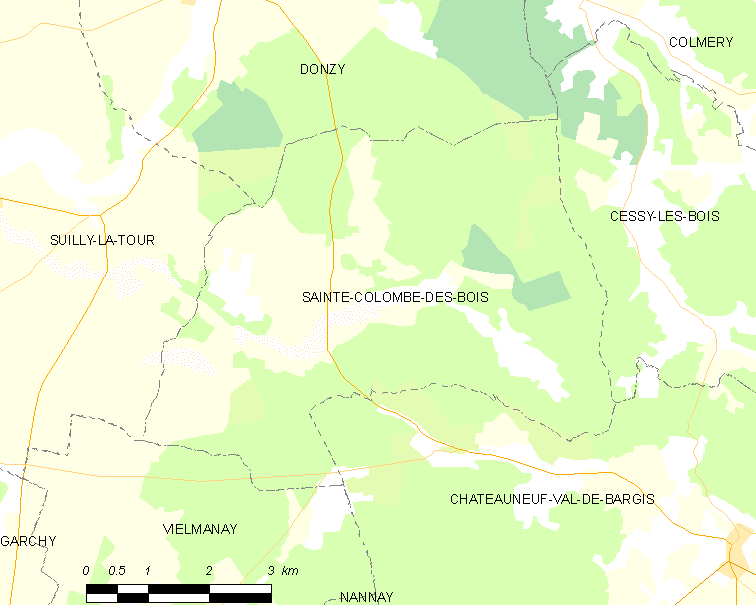
圣科隆布德布瓦的OSM定位图

## 行政
圣科隆布德布瓦的邮政编码为58220，INSEE市镇编码为58236。

## 政治
圣科隆布德布瓦所属的省级选区为卢瓦尔河畔普伊县。

## 人口

1962-2008年间圣科隆布德布瓦人口变化图示

圣科隆布德布瓦于2022年1月1日时的人口数量为139人。